# Cañón (artillería)

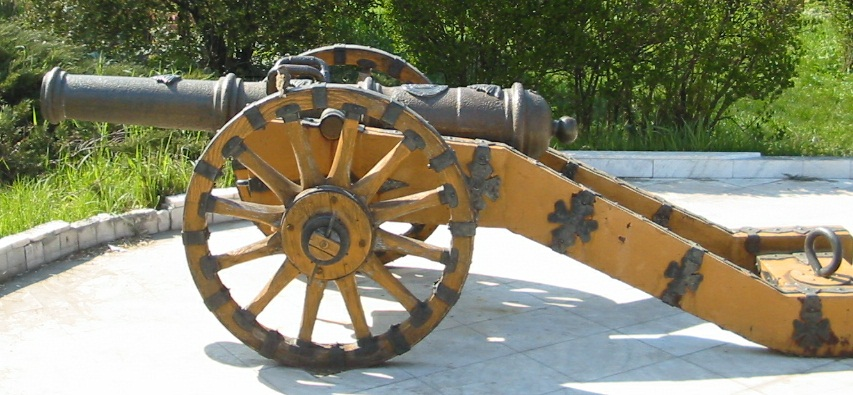
Un pequeño cañón de la época de la Revolución inglesa expuesto como monumento en Bucarest.

Cañón es la denominación de cualquier pieza de artillería, que utiliza pólvora, para disparar un proyectil. Los cañones varían en calibre, alcance, movilidad, cadencia de tiro, ángulo de disparo y potencia de fuego. Los distintos tipos de cañón, combinan y equilibran, esas características, dependiendo del uso que se le pretende dar en el campo de batalla. La palabra cañón deriva del aumentativo de caño por extensión del tubo por el que se dispara el proyectil.
El cañón ordinario permite batir blancos situados dentro de la vista directa del artillero. El cañón se emplea generalmente en carros de combate y también como arma anticarro, debido a que tiene una trayectoria tensa o rasante. Para atacar blancos que no están dentro del alcance de la pieza y que se encuentran ocultos tras obstáculos naturales o defensas, se utiliza el obús o el mortero, los cuales tienen una trayectoria curva, o sea, cuando dispara un proyectil, este describe una curva parabólica.
Actualmente, la mayor parte de las piezas artilleras, excepto las de calibres más pequeños, son mixtas cañón-obús, para poder actuar en ambas funciones. Siguen siendo cañones puros los modelos específicos, como los que portan los carros de combate, los antitanques o antiaéreos y los montados en barcos de guerra.
Además de su uso generalizado en la guerra, los cañones también se utilizan para una serie de propósitos pacíficos como en el control de avalanchas.

## Etimología y terminología
La palabra "cañón" se deriva de la palabra del antiguo italiano cannone, que significa "tubo grande", que proviene del latín canna, a su vez originario del griego κάννα (kanna), "caña", y luego generalizado para significar cualquier objeto con forma de tubo hueco; cognado con acadio qanu(m) y hebreo qāneh, "tubo, caña". La palabra se ha utilizado para referirse a una pistola desde 1326 en Italia y 1418 en Inglaterra.

## Partes

### Partes externas
1. Brocal, boca, joya (ing. Muzzle)
2. Ensanchamiento de brocal (ing. Swell of Muzzle)
3. Cuello (ing. Neck)
  - Astrágalo de brocal (ing. Muzzle Astragal): es un adorno.
4. Caña (ing. Chase)
  - Astrágalo de caña (ing. Chase Astragal):
  - Segundo anillo o faja de refuerzo (ing. Second reinforce ring)
5. Muñon (ing. Trunnion)
  - Primer anillo o faja de refuerzo (ing. First reinforce ring)
6. Concha, cazoleta (ing. Pan)
  - Anillo base (ing. Base ring)
7. Culata
  - Escocia
  - Base de la lámpara, del cierre (ing. Breech base)
  - Lámpara, cierre (ing. Breech)
  - Cuello de cascabel (ing. Button neck)
  - Cascabel (ing. Cascabel, Knob, Button)

### Partes internas
1. Anima (ing. Bore)
2. Oído, fogón (ing. Vent field)
3. Recámara (ing. Chamber)
4. Rigula, regola, canal

## Historia
Usado por primera vez en China, el cañón se encuentra entre las primeras formas de artillería de pólvora, y con el tiempo reemplazó a las armas de asedio —entre otras formas de armamento antiguo— en el campo de batalla.

### Edad Media

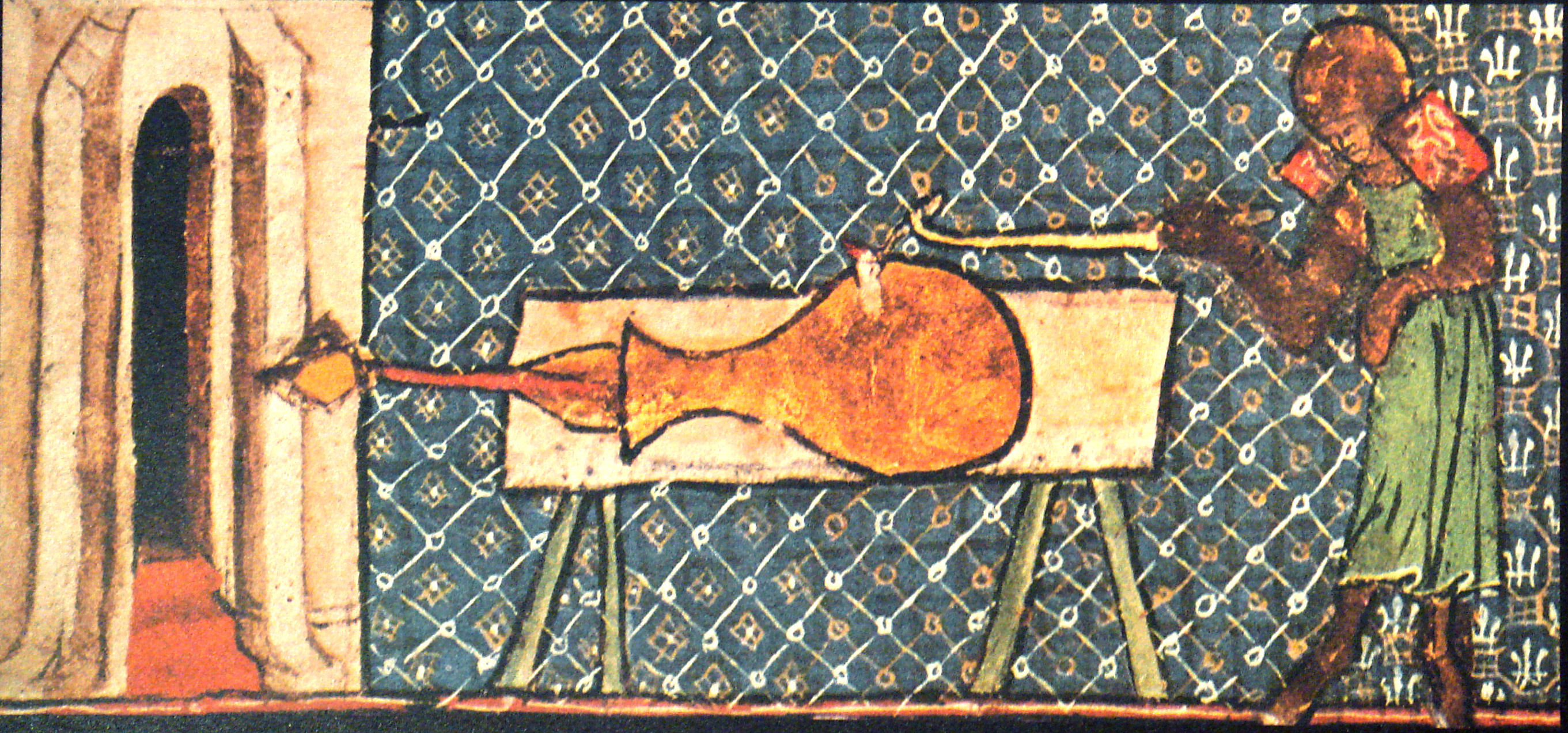
Cañón de la Edad Media.

El primer cañón de mano apareció durante la batalla de Ain Yalut de 1118 entre los mamelucos y los mongoles en Oriente Medio. El primer cañón en Europa fue usado probablemente en la península ibérica, durante la Reconquista, en el siglo XIII, y el cañón inglés fue desplegado por primera vez en la Guerra de los Cien Años, en la batalla de Crécy, en 1346. Fue durante este período, la Edad Media, cuando el cañón se convirtió en estándar y más efectivo en las funciones de arma contra infantería y de asedio. Después de la Edad Media los cañones más grandes fueron abandonados en favor de un mayor número de piezas más ligeras y maniobrables. Además, se desarrollaron nuevas tecnologías y tácticas que convirtieron la mayoría de las defensas en obsoletas; esto llevó a la construcción de las trazas italianas, fuertes específicamente diseñados para resistir el bombardeo de artillería y las tácticas de asedio asociadas. Aunque estos fuertes (junto con las Torres Martello) se volvieron obsoletos cuando aparecieron los proyectiles explosivos y perforantes de blindaje que hicieron que incluso estas fortificaciones se volvieran vulnerables.

### Edad Moderna
El cañón también transformó la guerra naval a principios de la Edad Moderna, cuando las armadas europeas aprovecharon su potencia de fuego. Cuando el cañón rayado pasó a ser algo común, la precisión del cañón mejoró significativamente y se hizo más mortífero que nunca, especialmente para la infantería.
Al principio, en España existían usualmente tres tipos de cañones:
- Cañón de asedio, grandes piezas de batir con balas de hierro.
- Cañón pedrero, con bolaños de piedra.
- Culebrina, con menor peso de bala y mayor alcance.

### Edad Contemporánea
En la Primera Guerra Mundial, la mayoría de todas las muertes fue causada por los cañones; también fueron ampliamente usados en la Segunda Guerra Mundial. La mayoría de los cañones modernos son similares a los empleados en la Segunda Guerra Mundial, excepto en los cañones navales pesados, que han sido reemplazados por misiles. En concreto, el cañón automático se mantuvo casi idéntico a sus homólogos de la Segunda Guerra Mundial.

## En la cultura popular
Los sonidos de cañón se han utilizado a veces en piezas clásicas con un tema militar. Uno de los ejemplos más conocidos de tales piezas es la Obertura de 1812 de Pyotr Ilyich Tchaikovsky. La obertura se interpreta con una sección de artillería junto con la orquesta, lo que dará como resultado niveles de ruido lo suficientemente altos como para que los músicos deban usar protección para los oídos. El fuego de los cañones simula los bombardeos de la artillería rusa de la Batalla de Borodino, una batalla crítica en la invasión de Rusia por parte de Napoleón, cuya derrota celebra la pieza. Cuando se realizó la obertura por primera vez, los cañones se disparaban mediante una corriente eléctrica activada por el conductor. Sin embargo, la obertura no fue grabada con fuego de cañón real hasta la grabación de 1958 de Mercury Records y el director Antal Doráti de la Minnesota Orchestra. El fuego de cañón también se usa con frecuencia anualmente en presentaciones de 1812 en el Día de la Independencia estadounidense, una tradición iniciada por Arthur Fiedler de los Boston Pops en 1974.
La banda de hard rock AC/DC también usó cañones en su canción "For Those About to Rock (We Salute You)", y en los espectáculos en vivo se utilizaron réplicas de cañones napoleónicos y pirotecnia para interpretar la pieza. Una grabación de esa canción acompañó el disparo de una reproducción auténtica de un M1857 de 12 libras de Napoleón durante las celebraciones del gol de Columbus Blue Jackets en el Nationwide Arena desde la noche de apertura de la temporada 2007–08. El cañón está ubicado detrás de la última fila de la sección 111 y el punto focal del logo alternativo del equipo en sus terceras camisetas.
Se han disparado cañones en las celebraciones de touchdown por parte de varios equipos de fútbol americano, incluidos los San Diego Chargers. Los Pittsburgh Steelers usaron uno solo durante la campaña de 1962, pero lo descontinuaron después de que Buddy Dial se sobresaltó como resultado de chocar de frente sin darse cuenta con la descarga humeante del cañón en una derrota 42-27 ante los Dallas Cowboys en el Forbes Field el 21 de octubre.

## Restauración

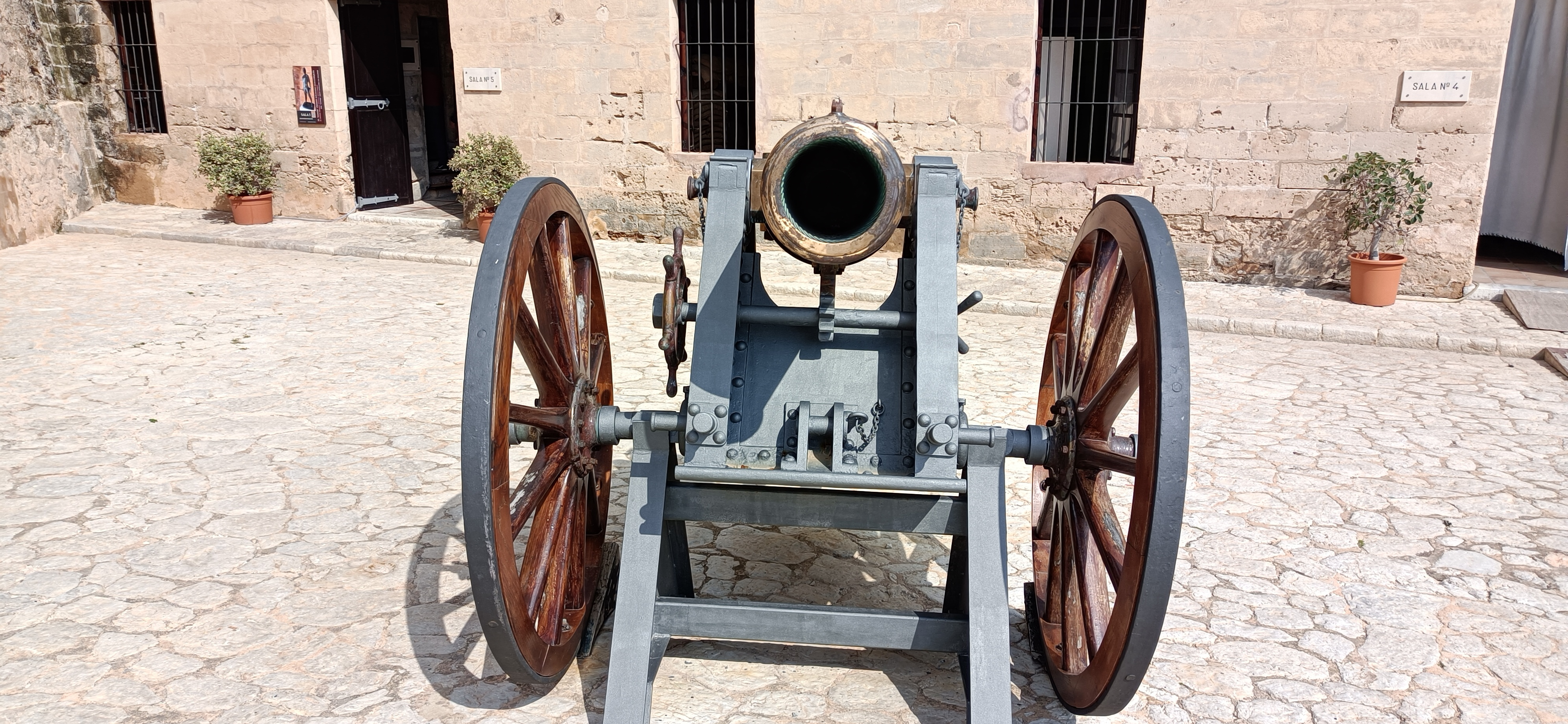
Cañón en el castillo de San Carlos, en Palma de Mallorca.

Los cañones recuperados del mar a menudo están muy dañados por la exposición al agua salada; debido a esto, se requiere tratamiento de reducción electrolítica para prevenir el proceso de corrosión. Luego, el cañón se lava con agua desionizada para eliminar el electrolito, y se trata con ácido tánico, que evita más óxido y le da al metal una color negro azulado. Después de este proceso, el cañón en exhibición puede protegerse del oxígeno y la humedad con un sellador de cera. También se puede pintar una capa de poliuretano sobre el sellador de cera, para evitar que el cañón recubierto de cera atraiga polvo en las exhibiciones al aire libre. En 2011, los arqueólogos informaron que seis cañones recuperados de un río en Panamá que podrían haber pertenecido al legendario pirata Henry Morgan están siendo estudiados y finalmente podrían exhibirse después de pasar por un proceso de restauración.

## Galería de imágenes

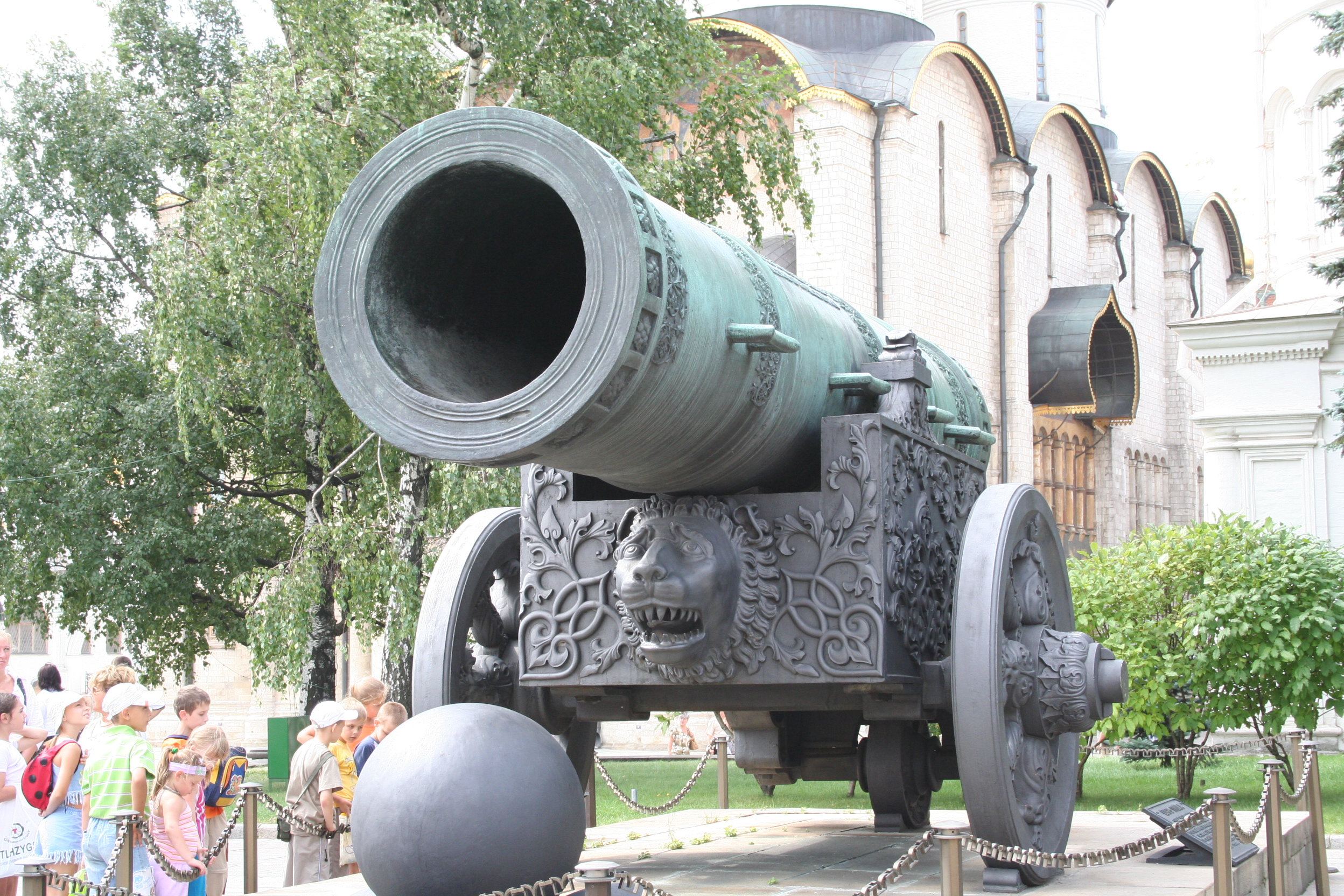
Tsar Pushka, uno de los cañones de mayor calibre del mundo.
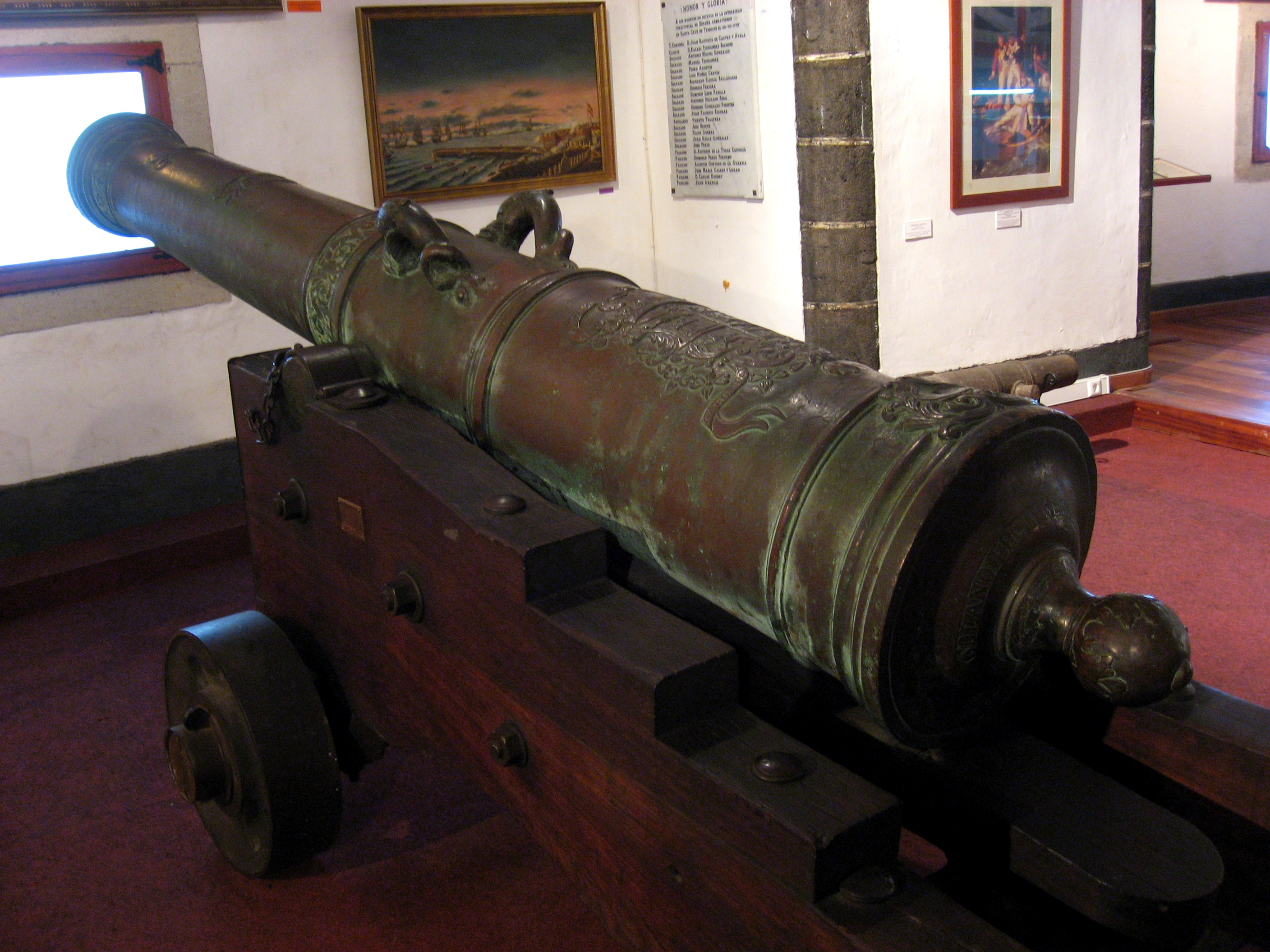
Cañón Tigre (Santa Cruz de Tenerife), este cañón le arrancó el brazo al almirante Horatio Nelson en 1797.
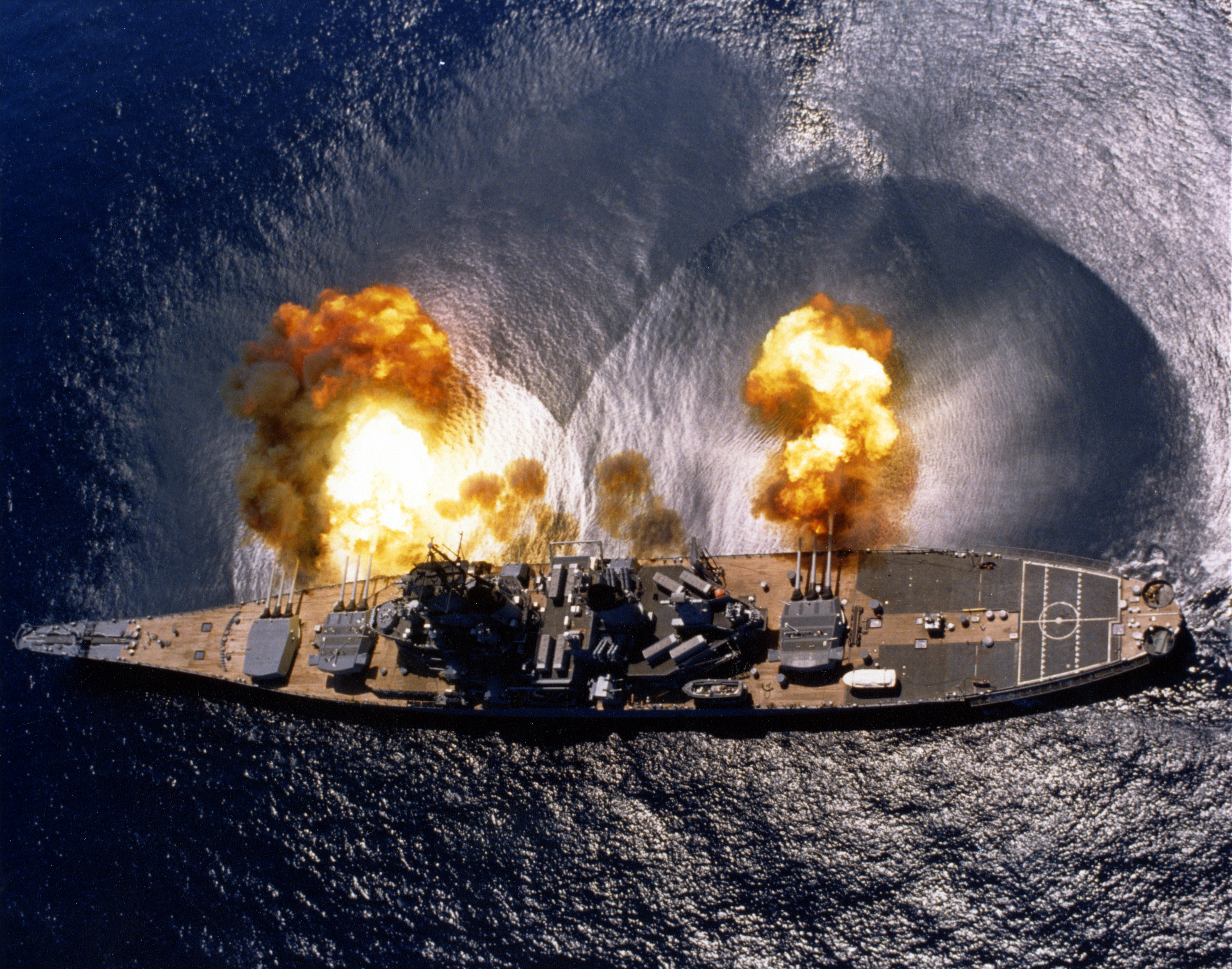
El acorazado USS Iowa disparando sus cañones de 406 mm (16").
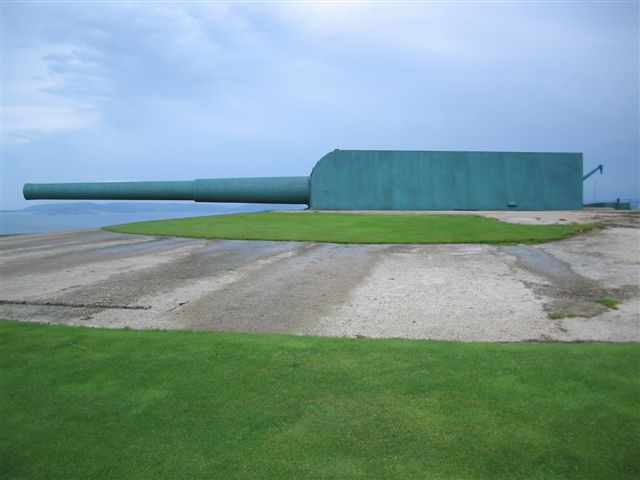
Cañón Vickers de 381 mm (15") en la costa de La Coruña.
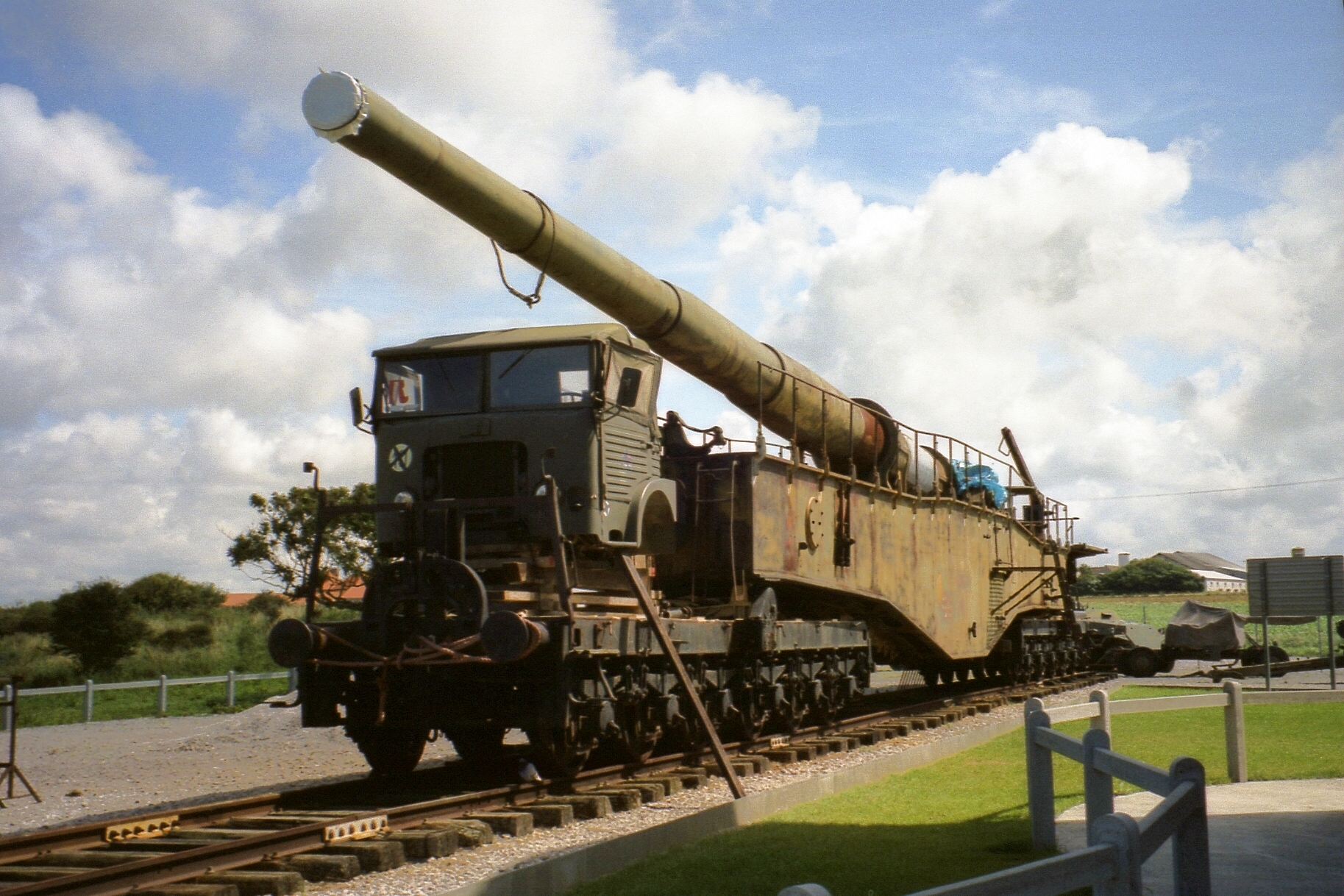
Cañón ferroviario Krupp K5 de 283 mm.
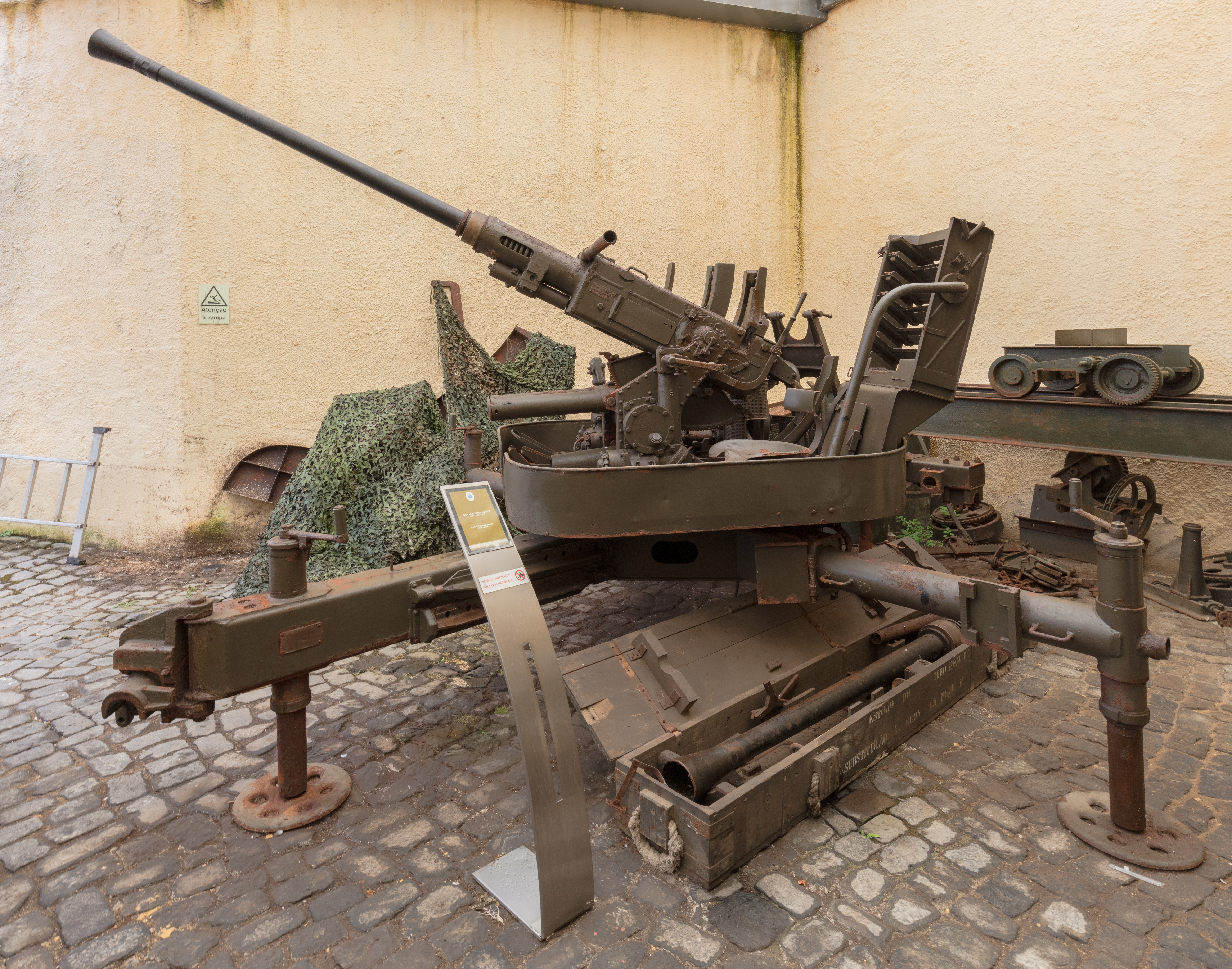
Cañón antiaéreo Bofors L60 de 40 mm.
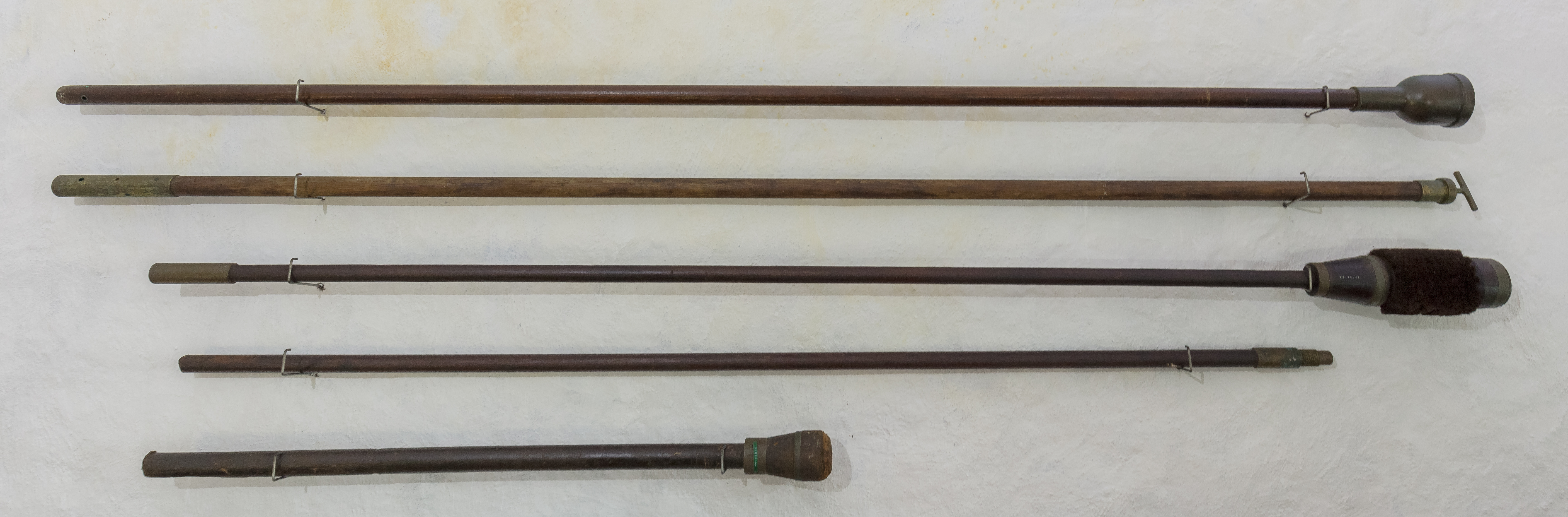
Antiguas herramientas para la operación de un cañón.